# 第2次超級機器人大戰Z
《第2次超級機器人大戰Z》為南夢宮萬代以萬普名義發售的回合制戰略角色扮演遊戲。簡稱「機戰Z2」「SRWZII」。
本作發行前後編、前編《第2次超級機械人大戰Z 破界篇》（下稱《破界篇》）的宣傳詞為「『破界』吧，在這混沌的時代。」 後編《第2次超級機械人大戰Z 再世篇》（下稱《再世篇》）的宣傳詞為「『再生』吧，在這混沌的世界。」

## 概要
本作為超級機器人大戰系列20周年記念作品。為2008年9月25日發售的《超級機器人大戰Z》（以下、前作）的續集，也會變成Z系列的第2～3部作品。
前作在PS2發售，本作則改在PSP發售。然後本作也是第一個系列作中在PSP推出的全新作品，以往續集都會在家用主機發行，這次則是首次嘗試以攜帶機為平台來製作發行。本作亦加入了Data install的功能，安裝完成後便能享受媲美家用機的高質素畫面和全語音戰鬥場面，而且縮短了讀檔時間。
本作是自《超級機器人大戰COMPACT2》以來，第二个由分割为两部的劇本所構成的完整作品。分別是第1部「破界篇」（全50話 / 84關）加第2部「再世篇」（序章3話、本編60话 / 94關）兩部所構成。《破界篇》和《再世篇》的关系类似《超級機器人大戰F》（下稱《F》）和《超級機器人大戰F完結篇》（下稱《F完結篇》），属于上下篇的关系（故事在《破界篇》结束时会告一段落，但《再世篇》会从结束的地方继续）。与《F》／《F完結篇》不同的是，《再世篇》开始时不会继承《破界篇》结束时的金钱／改造／等级／击坠数／强化部件／PP，但继承存档能会获得特别的奖励。
基本上超級機器人大戰系列的機器人外觀都是SD化，而在進入使用招式畫面時則會變成與原作一樣的尺寸並且成為作品的通例，本作則是嘗試了到目前為止都未曾表現過的畫面表現，也就是讓GUNDAM系列的機體在進入使用招式畫面時能夠變成等身高比例。

## 參戰作品

### 破界篇
★標誌為系列作初參戰作品、☆標誌為在攜帶機中的初參戰作品、Z標誌為Z系列作中初參戰作品、V標誌為在有配音的機戰作品中初參戰作品。
- 帝皇戰紀（オーバーマン キングゲイナー）
- The Big O（THE ビッグオー）
- 無敵超人桑波特3（無敵超人ザンボット3）
- 無敵鋼人泰坦3（無敵鋼人ダイターン3）
- ☆Z無敵機器人 托萊達G7（無敵ロボ トライダーG7）
- ☆戰鬥裝甲Xabungle（戦闘メカ ザブングル）
- 機動戰士Z GUNDAM（機動戦士Ζガンダム） ※註：以劇場版設定為準[5]
- 機動戰士GUNDAM 逆襲的夏亞（機動戦士ガンダム 逆襲のシャア）
- Z新機動戰記GUNDAM W（新機動戦記ガンダムW）
- 機動新世紀GUNDAM X（機動新世紀ガンダムX）
- ☆∀GUNDAM（∀ガンダム）
- ★機動戰士GUNDAM 00 1st Season[6]
- 機動戰士GUNDAM SEED DESTINY（機動戦士ガンダムSEED DESTINY）
- ☆宇宙大帝（宇宙大帝ゴッドシグマ）
- ☆宇宙戰士（宇宙戦士バルディオス）
- ☆創聖的亞庫艾里翁（創聖のアクエリオン）
- ★交響詩篇艾蕾卡7 口袋裏的彩虹（交響詩篇エウレカセブン ポケットが虹でいっぱい）
- ☆超時空世紀（超時空世紀オーガス）
- ☆超重神GRAVION Zwei（超重神グラヴィオンツヴァイ）
- ★天元突破紅蓮螺巖（天元突破グレンラガン）
- ★劇場版 天元突破紅蓮螺巖 紅蓮篇（劇場版 天元突破グレンラガン 紅蓮篇）
- ★裝甲騎兵（装甲騎兵ボトムズ）
- ★裝甲騎兵 最後的紅肩隊（装甲騎兵ボトムズ ザ・ラストレッドショルダー）
- ★裝甲騎兵 紅肩隊記錄 野心的根源（装甲騎兵ボトムズ レッドショルダードキュメント 野望のルーツ）
- ★裝甲騎兵 裴爾森密件（装甲騎兵ボトムズ ペールゼン・ファイルズ）
- ★Code Geass 反叛的魯路修（コードギアス 反逆のルルーシュ）
- ★地球防衛企業（地球防衛企業ダイ・ガード）
- ZV超時空要塞Frontier（マクロスF）
- ★劇場版 超時空要塞F 虛空歌姬（劇場版 マクロスF 〜イツワリノウタヒメ〜）
- ★真魔神 衝擊！Z篇（真マジンガー 衝撃！Z編）
- ZV真蓋特機器人 世界最後之日（真(チェンジ!!)ゲッターロボ 世界最後の日）
- ZV六神合体（六神合体ゴッドマーズ）
- Z超獸機神斷空我（超獣機神ダンクーガ）
- ZV獸裝機攻斷空我NOVA（獣装機攻 ダンクーガ ノヴァ）

### 再世篇
★標誌為系列作初參戰作品、☆標誌為在攜帶機中的初參戰作品、Z標誌為Z系列作中初參戰作品或從Z系列回歸的作品
- 天元突破紅蓮螺巖（天元突破グレンラガン）
- 劇場版 天元突破紅蓮螺巖 紅蓮篇（劇場版 天元突破グレンラガン 紅蓮篇）
- ★劇場版 天元突破紅蓮螺巖 螺巖篇（劇場版 天元突破グレンラガン 螺巖篇）
- The Big O（THE ビッグオー）
- 裝甲騎兵（装甲騎兵ボトムズ）
- 裝甲騎兵 最後的紅肩隊（装甲騎兵ボトムズ ザ・ラストレッドショルダー）
- 裝甲騎兵 紅肩隊記錄 野心的根源（装甲騎兵ボトムズ レッドショルダードキュメント 野望のルーツ）
- 裝甲騎兵 裴爾森密件（装甲騎兵ボトムズ ペールゼン・ファイルズ）
- 帝皇戰紀（オーバーマン キングゲイナー）
- Code Geass 反叛的魯路修（コードギアス 反逆のルルーシュ）
- ★Code Geass 反叛的魯路修 R2（コードギアス 反逆のルルーシュR2）
- 地球防衛企業（地球防衛企業ダイ・ガード）
- 機動戰士Z GUNDAM（機動戦士Ζガンダム）
- 機動戰士GUNDAM 逆襲的夏亞（機動戦士ガンダム 逆襲のシャア）
- 新機動戰記GUNDAM W（新機動戦記ガンダムW）
- 機動新世紀GUNDAM X（機動新世紀ガンダムX）
- ∀GUNDAM（∀ガンダム）
- 機動戰士GUNDAM SEED DESTINY（機動戦士ガンダムSEED DESTINY）
- ★機動戰士GUNDAM 00（機動戦士ガンダム00）[6]
- 無敵超人桑波特3（無敵超人ザンボット3）
- 無敵鋼人泰坦3（無敵鋼人ダイターン3）
- 無敵機器人 托萊達G7（無敵ロボ トライダーG7）
- 戰鬥裝甲Xabungle（戦闘メカ ザブングル）
- 宇宙大帝（宇宙大帝ゴッドシグマ）
- ★太陽的使者 鐵人28號（太陽の使者 鉄人28号）
- 六神合体（六神合体ゴッドマーズ）
- 宇宙戰士（宇宙戦士バルディオス）
- 超獸機神斷空我（超獣機神ダンクーガ）
- 獸裝機攻斷空我NOVA（獣装機攻 ダンクーガ ノヴァ）
- 超時空世紀（超時空世紀オーガス）
- ☆Z超重神GRAVION（超重神グラヴィオン）
- 超重神GRAVION Zwei（超重神グラヴィオンツヴァイ）
- 創聖的亞庫艾里翁（創聖のアクエリオン）
- Z超時空要塞7（マクロス7）
- ★Macross Dynamite 7（マクロス ダイナマイト7）
- 超時空要塞Frontier（マクロスF）
- ★劇場版 超時空要塞F 戀離飛翼（劇場版 マクロスF 〜サヨナラノツバサ〜）
- 真魔神 衝擊！Z篇（真マジンガー 衝撃！Z編）
- 真蓋特機器人 世界最後之日（真(チェンジ!!)ゲッターロボ 世界最後の日）
- 交響詩篇艾蕾卡7 口袋裏的彩虹（交響詩篇エウレカセブン ポケットが虹でいっぱい）

### 解說
《破界篇》總共有34個作品，12個初參戰作品。《再世篇》總共有40個作品，6個初參戰作品。參戰作品數以《再世篇》最多，《破界篇》則是初參戰作品數成為系列之最。另外，新參戰作品中《劇場版 超時空要塞F 虛空歌姬》（破界篇）和《劇場版 超時空要塞F 戀離飛翼》（再世篇）只有機体登場。
破界篇的《∀GUNDAM》《無敵機器人 托萊達G7》《戰鬥裝甲Xabungle》《宇宙大帝》《宇宙戰士》《超時空世紀》《超重神GRAVION Zwei》《創聖的亞庫艾里翁》和再世篇的《超重神GRAVION》是首次登陸掌機作品。
另外破界篇中《無敵機器人 托萊達G7》《六神合体》《超獸機神斷空我》《獸裝機攻斷空我NOVA》《新機動戰記GUNDAM W》《真蓋特機器人 世界最後之日》《超時空要塞F》7個作品也是在Z系列中初參戰。再世篇則加上《超時空要塞7》。
另外《六神合体》《真蓋特機器人 世界最後之日》《獸裝機攻斷空我NOVA》《超時空要塞F》4作品也是在有配音的系列作上初參加。
原則上前作參戰的作品都會在本作中繼續登場，但富士電視台版的《系列》 和《蓋特機器人G》、《交響詩篇》都由《真魔神 衝擊！Z篇》、《真蓋特機器人 世界最後之日》和《交響詩篇艾蕾卡7 口袋裏的彩虹》所取代。因此這也是系列作中，兜甲兒的角色配音首次由石丸博也換成赤羽根健治，實現了世代交替。《機動戰士GUNDAM 逆襲的夏亞》和《劇場版 超時空要塞F 虛空歌姬》也只有機體登場而無故事線。作品上也以兩作間彼此為平行世界來作為故事發展。另外《創聖機械天使》中作為太陽機械天使的武器，也將《劇場版機械天使 ─壹發逆轉篇─》中的「壹發逆轉拳」作為其新必殺技。
故事的性質上，以前系列作的特徵都是敵我勢力畫分得相當清楚，而我方則是從一開始就作為正義的一方登場。但本作中，我方從《新機動戰記鋼彈W》主要人物以及《機動戰士GUNDAM 00》的天上人、《Code Geass 反叛的魯路修》的黑色騎士團開始，就存在有敵我雙方的不同勢力。
由於擁有獨特的設定與世界觀，因此讓故事發展會有十年空白期間的《天元突破紅蓮螺巖》及《真蓋特機器人 世界最後之日》被隔離在叫作暗黑大陸的設定，而讓其設定及世界觀能夠因此再現。另外因為《Code Geass 反叛的魯路修》的關係，存在兩個日本列島並且讓其中一個日本也可以再現11區的世界觀。
本作因為性質上是由兩個作品構成，因此大部分Z系列的編入作品在《破界篇》中都只描述前篇的故事。然後原作是2部作品構成的《Code Geass 反叛的魯路修》、《機動戰士GUNDAM 00》，以及前半段與後半段完全不同的《天元突破紅蓮螺巖》都會在《破界篇》中以前篇的故事登場並且在《再世篇》中以後篇故事補充。
《天元突破紅蓮螺巖》（除了劇場版）的著作權標記為科樂美數位娛樂，這也是繼和發行超級機器人大戰的南夢宮萬代有競爭關係的其他公司作品《電腦戰機》系列、《機獸創世紀》之後的第三個作品。《裝甲騎兵》在上映当時的贊助雖為Takara（タカラ、現Takara Tomy），但現在則由萬代發行玩具和遊戲。

### 封面登場機體

#### 破界篇
- [[[Wikipedia:格式手册/链接#章節|錨點失效]]]（創聖的亞庫艾里翁）
- Sol Gravion（超重神GRAVION Zwei）
- （宇宙大帝）
- 紅蓮螺巖（天元突破紅蓮螺巖）
- 雷霆王（六神合体）
- 大鐵衛（地球防衞企業）
- 鐵甲萬能俠Z（真魔神 衝擊！Z篇）
- 斷空我NOVA（獸裝機攻斷空我NOVA）
- VF-25 彌賽亞（超時空要塞Frontier）
- 眼鏡鬥犬（裝甲騎兵）
- 尼爾瓦修 Spec2（交響詩篇 口袋裏的彩虹）
- （機動戰士GUNDAM00）
- 蘭斯洛特（Code Geass 反叛的魯路修）

#### 再世篇
- （創聖大天使）
- Sol Gravion（超重神GRAVION Zewi）
- （宇宙大帝）
- 紅蓮螺巖（天元突破紅蓮螺巖）
- 鐵人28號（太陽的使者 鐵人28號）
- 鐵甲萬能俠Z（金剛神翼裝備）（真魔神 衝擊！Z篇）
- 斷空我NOVA MAXGOD（獸裝機攻斷空我NOVA）
- VF-25 彌賽亞（超級背包裝備）（超時空要塞Frontier）
- 眼鏡鬥犬·加速特裝型（齊力可機）（裝甲騎兵 最後的紅肩隊）
- 尼爾瓦修 SpecV（交響詩篇 口袋裏的彩虹）
- 00GUNDAM（機動戰士GUNDAM 00）
- 蜃氣樓（Code Geass 反叛的魯路修 R2）

## 故事簡介

### 破界篇
由不同歷史的平行世界經過大時空震動的融合，新的「多元世界」誕生後20年。擁有2個月球及2個日本列島的地球，正在神聖不列顛聯合、AEU、人革連三大国家的支配下。但是世界各地的紛爭及恐怖活動從未停過，各個地方更出現謎之怪物「次元獸」，威脅人類的安寧。
某日，欠下巨額借款的男人克羅烏·布魯斯托，為了高額的報酬而成為對次元獸用機動兵器普拉斯達（ブラスタ）的測試駕駛員。為了替普拉斯達收集戰鬥數據，克羅烏與各方勢力接觸。像是「使用武力根絕戰爭」為目的的Celestial Being、新能源「光子力」為動力的超級機器人－魔神Z、新的異世界轉移過來的宇宙移民船團的民間軍事組織S.M.S、以解放被不列顛尼亞支配（部份）的日本為目的的黑色騎士團……。他們各有不同的理念，最後在聯合國和平維持理事会代表艾魯坎·羅迪克的號召下組成特別国際救助隊ZEXIS。克羅烏亦是其中一員。
與世界各地恐怖份子及人類共通的脅威次元獸對抗的ZEXIS，除了要應付三大国家潛伏的陰謀外，還要面臨怪人艾姆·萊伊哈特在暗處阻撓克羅烏。此時，小国利摩涅西亞所引起的時空災害「災難·誕生（カラミティ・バース）」，導致統領次元獸的破界之王·凱歐烏來到這個世界。在其壓倒性的力量面前ZEXIS亳無反擊之力而被迫撤退。凱歐烏和他的跟隨者發表「新帝國英佩利姆」的建國宣言，並隨意的反覆進行破壞活動。
在災難·誕生的影響下除了凱歐烏外，從惡魔之手中守護了別的多元世界的戰士們ZEUTH也被召喚到這個世界上。與ZEUTH的成員成為同伴後的ZEXIS戰力因此增強並且準備升起對英佩利姆反擊的狼煙了。

### 再世篇
隨著破界事變（破界篇）過後的一年、在地球連邦剛成立的一個月下，天上人、殖民地鋼彈以及黑色騎士團都一一被消滅而讓世界得到和平。同時因為時空振動的關係讓暗黑大陸因此遭到封鎖、並且世界雖然沒有引發巨大的戰亂，但局部區域中卻依然在發生不同的戰鬥。
一年后，A-Laws和OZ基本上已經控制了地球联邦军，并且开始利用其名分实行恐怖统治，排除异己。另一方面，随着暗黑大陆的封锁解除，INVADER、赫爾博士、以及因为奇特的黑暗之力而复活的诸多恶势力也开始展開行动。最后，世界上出现了一个奇特的新势力，而他们自称為应该已经被凯欧所灭亡的神圣英萨拉姆王国……
此时，原ZEXIS的队员们也由于种种原因重新聚在了一起。
而《再世篇》的故事，随着一位成为了次元兽猎人的少女，爱丝达·艾鲁哈斯的日常工作，而开始展開了……

## 遊戲系統
王牌驾驶员奖励（ACE Bonus）
當擊墜數達70以上，各駕駛員的ACE Bonus就會開放。解除後會有各樣裝勵：例如命中率・回避率相關的能力上昇、使用特定的精神能減輕消費或變成更高級的精神指令、還有特定武器攻擊力上昇，特定技能的效果变更，特定机体的强化等等。
輔助命令
每關卡结束后，能從未在该關卡中出擊的角色5人組成小隊並且執行以下项項的命令，能夠让使其获得对应獎勵。
訓練
駕駛點數(PP)增加20。
偵查
擊墜數增加2。
模擬訓練
經驗值增加500。
資金調度
資金追加，增加數目為小队成员的LV综合*500。
連續行動
持有此技能的駕駛者當氣力達至120時，只要擊墜敵機的話，便能額外獲得一回行動。每一回合只能發動一次。另外當與再行動系精神指令（即「覺醒」及「再動」）重複的時候，連續行動會優先發動。
紋章系統
《再世篇》中，只要滿足特定條件就能得到叫作「紋章」的強化零件。紋章分別有鋼鐵、青銅、銀、黃金、白金五種。该零件在不同周目间不继承。
清償借款（原創）
即為表示主角的借款還剩多少的事件。大部分的關卡通過後就會出現。不過對遊戲內容並無影響。

### 原作設定重現系統
以下介绍仅包含本作新出战的作品。关于从前作继续参战的作品，请参考「前作系統」。

#### 破界篇、再世篇共通
螺旋力發動（天元突破紅蓮螺巖）
當卡米那/羅修/西蒙的氣力到達130以上時發動。发动后机体会擁有HP回復(小)的效果，并且隨螺旋力的等級攻擊力也会上昇。（显示攻击力不变，直接增加最终伤害）
六神合体（六神合体）
當明神武的氣力到達130以上時可以让蓋亞合體为雷霆王（GodMars）。合体後就無法分離，也沒有強制分離的缺點（实质上相当于换乘机体）。另外當蓋亞被全改造後就不須氣力限制而可直接合體。执行本指令时HP/EN会完全恢复。
超A級超能力
當明神武獲得王牌駕駛員獎勵後，原有技能「超能力」就會變為本技能。此技能等同讓明神武擁有超能力LV9，外加每回合回復10點精神。
野性化（超獸機神斷空我 , 獸裝機攻斷空我NOVA）
與以前獸戰機隊的能力同樣，TEAM D的氣力130以上發動。最終傷害會上昇至1.1倍。
會在追加GOD BEAST（ゴッドビースト）（破界篇）和超獸合神的合體制限解除後（再世篇）同時追加。
戰術指揮（Code Geass 反叛的魯路修）
為魯路修（ZERO）的固有技能，對一定範圍的機體能從攻擊・防御・特攻3種類的指揮中施以一種，被指揮的機體從那回合開始就可以增加能力。但使用後，也會讓魯路修的行動終止。另外對ZERO本人沒用。
異能生存体（裝甲騎兵）
被尤蘭·裴爾森（ヨラン・ペールゼン）評為只有「250億分之1遺傳確率」的，“无论如何都不会死亡”的異能生存体。齊力可·裘比的能力。當齊力可駕駛的機體HP低於10%便會發動。發動後命中、回避+30，格鬥、射擊、防御、技量+20。
该能力在《破界篇》中会一直显示为问号（但和其他显示为问号的技能不同，本技能的效果从最初开始一直有效），《再世篇》装甲骑兵相关剧情后才会揭示其名称。
另外由於齊力可初期就有底力L9，因此發動此技能時底力L9也會自動發動。
社長（無敵機械人 托萊達G7）
與之前的作品不同，本作只要關卡完成時本機體有出擊，本關有出擊的全部隊員都会PP+5。
另外華太獲得ACE獎勵後，技能會變為PP+10。
上班族（無敵機械人 托萊達G7 , 地球防衞企業）
重現了作為公司職員就能得到薪水的場景。
人物升级时，每击坠10架敌机时，以及本关有出击时，PP+3。

#### 破界篇
紅蓮螺巖的合体・分離（天元突破紅蓮螺巖）
能任意對紅蓮螺巖進行合体・分離(不過卡米那死亡後此技能就会消失)。
交換駕駛（天元突破紅蓮螺巖）
當合体成紅蓮螺巖後，能將主駕駛任意換成卡米那、羅修或西蒙。
反陽子炸彈（六神合体）
和系列作一樣只要蓋亞和雷霆王遭擊墜，内建的反陽子炸彈就會起動，而變成強制性的遊戲結束。這時還會有專用的畫面出現。
但在《破界篇》後半段中隨著六神合體中原作再現而在四十七話中打倒祖魯皇帝（ズール皇帝）的事件結束後，會從蓋亞身上取出反陽子炸彈。從那之後就算被擊墜也不會強制結束。
超獸合神（獸裝機攻斷空我NOVA）
本作和斷空我NOVA初次參戰的《超級機器人大戰L》不同，當飛鷹葵的氣力到達130以上時就能由NOVA獵鷹（ノヴァイーグル）合體成斷空我NOVA。合體便能使用TEAM D（チームD）其他成員的精神指令。合體後能維持五回合，五回合以後就會強制分離，直到關卡結束前都無法再合體。可說是繼承了前作《Z》的超重神「合神／重力子臨界」的系統。
不過在《破界篇》隨著故事經過，在追加GOD BEAST（ゴッドビースト）以後，就能夠從一開始以超獸合神的模樣出擊。只能合体五回合的限制也会被解除。

#### 再世篇
歌系統（超時空要塞7 , Macross Dynamite 7）
與過往的作品一樣，能夠用熱氣·巴薩拉的歌來支援我方。在對Vajra（バジュラ）時时可以降低其氣力（氣力在一定值以下時，會无视剩余HP令其撤退，等同击坠）、對次元獸時不但能降低其氣力也能造成損害。
對次元獸造成的損害值會受到專用技能「歌魂」的數值高低影響，但普遍来说攻击力都不高。
也可以用歌攻击除此以外的敌人，但完全不会产生效果。
V操作系統（太陽的使者 鐵人28号）
是個再現無人駕駛，而可以用搖控來遠距離操控鐵人28号的設定的能力。
能夠讓「能力減半、行動不能、氣力低下、SP低下」「連續目標補正」「氣力在100以下時，精神指令脫力」完全無效化。
斑鳩駕駛交換（Code Geass 反叛的魯路修 R2）
斑鳩通常以ZERO為主駕駛，當ZERO改駕駛蜃氣樓時，則會讓副駕駛扇要變成主駕駛。
Geass的詛咒（Code Geass 反叛的魯路修 R2）
在《破界篇》中，由被魯路修施展「活下去」Geass的樞木朱雀在氣力130以上時發動。等同拥有底力L9的効果（依然需要HP降低才能发动）以及最終傷害力上昇1.1倍。和底力技能的效果叠加。
朱雀獲得ACE獎勵後，此技能会无视气力需求而永远處於發動狀態。
融合（機動戰士GUNDAM00）
原作中拥有分裂人格的阿雷路亞，在《再世篇》的某剧情后，可以获得本技能。
在气力超过130时，阿雷路亞可以使用本指令，让另一人格“哈雷路亞”觉醒，并和自己融合，以便发挥“思考与反射的完美融合”的，超兵的真正力量。
以游戏系统而言，该技能的效果是战斗台词变更，及全能力上升，且“TRANS-AM”的戰鬥動畫亦會改變。
《破界篇》中，该技能是某一话的隐藏剧情。达到某些条件后会产生类似的效果。
純種變革者（機動戰士GUNDAM00）
由所主張的新人類。為長時間接觸00GUNDAM雙爐設計所釋放出的高濃度GN粒子而進化為純種變革者，剎那·F·塞耶的能力。在氣力140以上時發動，命中、回避、技能+20，毎回合開始時SP回復10點。
Trans-AM（機動戰士GUNDAM00）
Celestial Being的母艦托勒密號Ⅱ的能力。經過改修後，艦隻能夠使用GN容器積蓄的GN粒子使用Trans-AM。使用於2回合內各能力會得到強化，地圖上的圖示及戰鬥動畫亦會有變化。
零式系统（新机动战记GUNDAM W）
《再世篇》中登场。和以往的作品一样，可以强化搭乘者全部能力的系统。在气力130以上发动。
本次的强化幅度不再像往常一样恒定为全能力+10，而是和驾驶者的气力有关。气力越高，强化越多。气力170时强化射击格斗各14点，技量35点，命中回避防御各23点。
GUNDAMW的主角希洛獲得ACE獎勵後，發動的氣力需求會被降低为110气力。
将飛翼GUNDAM零式完全改造后，该系统的效果强化（零系统发动时全能力额外强化5点）。

## 世界觀

### 破界篇的世界
與前作以多元世界為舞台不同。這個世界從時空變動後歷經20年，而存在有2個日本列島和月球（月和陰月）的世界。另外非洲大陸的一部分和陰月因為次元的關係而變成無法侵入的領域。而世界也被分割成「神聖不列顛聯合」、「人類革新連盟」、「AEU」三大国家的勢力所控制，在宇宙中雖然也有一些生物存在，但實際上都被這三大勢力所控制。地上則建造有三台《GUNDAM00》中的軌道電梯，將地球包圍成一道軌道環。然後《天元突破紅蓮螺巖》的重要關鍵字百萬隻猴子也變成百億隻猴子。至於《裝甲騎兵》的基爾加梅斯軍以及巴拉蘭德軍在本編開始的數年前因為所發生的次元問題而出現，現在兩軍也變成傭兵集團而到處征戰。另外《超時空要塞F》則是從平行世界中來到本作的地球圈中。

#### 三大勢力
神聖不列顛聯合
由《Code Geass》的神聖不列顛尼亞帝國和《GUNDAM00》的聯合合併後，以北美大陸為中心的勢力。首都在帝都潘達岡。元首是Code Geass的查爾斯·D·不列顛尼亞皇帝、首相是聯合的布萊安·施特格邁爾（原作中是總統）。支配著叫作「11區」的南東側的日本列島。擁有聯合製MS和神聖不列顛尼亞製KMF所組成的軍隊。
11區
日本南東側的名稱。數年前因為次元問題而出現《裝甲騎兵》中的基爾加梅斯軍並且在這裡成為傭兵。也扮演類似《裝甲騎兵》中烏德街的角色。另外治安警察也在這邊進行取締反叛軍的行動。
人類革新連盟
通稱・人革連。以《GUNDAM00》中登場的亞洲為中心的勢力。包含《Code Geass》的中華聯邦，但其意見並未一致。擁有人革連製MS和中華聯邦製KMF所組成的軍隊。中華聯邦製KMF主要用在恐怖活動中，而不是以人革連的身分行動。
AEU
《GUNDAM00》中登場的歐洲勢力。《GUNDAMW》中的羅姆菲拉財團不但存在，還把《GUNDAMW》的OZ作為特殊部隊。擁有AEU和OZ製MS所組成的軍隊。軍事面的首腦由特列斯·克休里納達擔任。

#### 其他區域
日本
日本北東側區，擁有21世紀警備保障、竹尾將軍公司、早乙女研究所、光子力研究所和鋼鐵屋、龍牙島等據點，還擁有各種超級機器人。
黑暗大陸
以《天元突破紅蓮螺巖》的世界觀為主而加以再現的大陸。在《破界篇》开始因為次元障壁的問題而無法進入，但之後因為一個理由使得獸人駕駛顏面開始壓制地面活動。
在《再世篇》的开始，因為一件意外而再次發生次元扭曲而因此讓大陸遭到封鎖。
阿札迪斯坦王國、庫爾吉斯共和國
《GUNDAM00》中登場的中東國家，元首是瑪莉娜·伊士麥第一公主。
超時空要塞 開拓之國船團
《超時空要塞F》登場的移民船團。因為序盤發生的次元事件而出現並且被認同是一個國家。
利摩涅西亞共和国
位於太平洋上的原創小国。主要產業是觀光和漁業，後來因為發現DEC並且加以輸出而在国際上有其發言權。

#### 其他勢力
PMC Trust
《GUNDAM00》中登場的民間軍事公司。和《裝甲騎兵》中的紅肩隊訂立傭兵契約。
世界解放戰線(W.L.F.)
本編序盤到中盤裡零星登場的恐怖組織。
新帝国英佩利姆
本編中盤登場並且以移動要塞「大阿庫希翁」（グレート・アクシオン）為據點的原創勢力。

### 再世篇的世界
以「神聖不列顛聯合」、「人類革新連盟」、「AEU」舊三大国家為中心而組成地球連邦，名義上雖然是地球統一政府，但卻讓未加盟的小国或反連邦組織感到不平等及反感，而持續抵抗他們。另外隨著A-Laws部隊的抬頭，而在背後進行對反連邦勢力的鎮壓、虐殺。此外亦有一些新國家的成立，如。暗黑大陸因再次的時空震動而侵入不能。宇宙方面，產生了名為次元歪曲宙域的異次元空間。

#### 地球連邦
地球連邦軍
各国家群的統一軍隊。有一部份兵將不滿A-Laws。
A-Laws
《GUNDAM00》登場的獨立治安維持部隊。被授予擁有超法規的處理權限。
OZ
《GUNDAMW》中登场的地球圈统一联邦特种部队（本作中为舊AEU特殊部隊）。與A-Laws是對立狀態。
圆桌骑士（Knight Of Rounds）
《Code Geass R2》中登場的皇帝直屬精銳部隊。
中華連邦
《Code Geass R2》中登場的国家。在連邦內的立場上較神聖不列顛聯合為弱。

#### 其他區域
暗黑大陸
由於發生次元扭曲造成現在無法進入該區域。
山克王國
《GUNDAMW》 中登場的，实行完全和平主义的北歐王国。

《裝甲騎兵》的人在地球上建立的王国。
陰月
第2次Z的多元世界中其中一個月亮，實際上正体是反螺旋族的人類殲滅系統。

#### 其他勢力
卡塔隆
《GUNDAM00》登場的反連邦組織。持續在各地進行反抗。
曉之牙
為世界解放戰線（W.L.F.）殘黨的傭兵集團。
白色獠牙
《GUNDAMW》中登場的反連邦組織。

《裝甲騎兵》登場的，是的傭兵部隊。
秘密結社
《裝甲騎兵》登場的謎之組織。跟從的命令行動，持有製造PS的技術。
反螺旋族
《天元突破紅蓮螺巖》第二部登場的，全部螺旋族（即拥有DNA的生命体）的敵人。
火燄蟲
原創勢力。原屬神聖不列顛聯合的特殊部隊。現在成為聖英薩拉姆的傭兵活動。

原創勢力。成功研究制御次元獸，並在世界各處進行侵略奪取資源。
巴尔
原创势力。反知性生命体势力的总称，包括反螺旋族，INVADER等动画中的反派势力。

## 用語
大時空震動
本系列中，引致多元世界誕生的事件。
ZEXIS
本作主角的部隊的默認名稱，全寫為Z EXTRA INTERNATIONAL SAVERS（特別國際救助隊）。Z是代表不是X也不是Y的獨立存在。
DEC（次元能源結晶）
數年前，由利摩涅西亞共和国發現的物質。是要用來從別的次元取出能源的超次元能源工学研究中所必備的物質。由於非常貴重而相當高價。
和《超時空要塞F》中登場的的性質相當相似。
阿庫希翁財團
世界最大企業、開發機動兵器並且賣到世界各国。開發本作主角座機普拉斯達的史考特研究所也屬於這家公司。
次元獸
數年前突然從世界出現的謎之生命体。長的像是恐龍，當出現時會進行無差別的破壞。初期发现的次元兽在出现一段時間后会慢慢自行消失，但后来出现的次元兽变得稳定了许多。
实际上是由《破界篇》的最终头目破界之王“凱歐烏”将战败的士兵和机体转化而成的生物兵器。
百億匹猴子
與《天元突破紅蓮螺巖》中百万匹猴子一樣的重要關鍵字。
正確來說是當地球充滿百億匹猴子時，月亮會成為地獄的使者來消滅螺旋之星。
實際意思是當惑星的人口達至百億人的瞬間，反螺旋族派來信使便會覺醒，並召來名為人類殲滅系統的兵器開始大虐殺。
天體
关于對天體的描述，请参考「前作Z用語」。
本作《破界篇》中，有克羅烏·布魯斯托的「搖動的"天秤"」和艾姆·萊伊哈特的「虛偽的"黑羊"」兩個新的天體，以及《再世篇》中尤薩·英薩拉姆的「無盡的"水瓶"」、阿薩基姆·杜溫奪取的「探求的"山羊"」共四個新的天体登場（阿萨基姆夺取了两个天体，另一个的名称及特性没有公开）。另外《再世篇》中，前作的两位主角「負傷的"狮子"」和「悲伤的"处女"」也回归了。
搖動的"天秤"
以動搖中的坚持活性化。副作用是能力最大化时，共鸣者会无法思考执着以外的任何事情（即狂暴化）。共鸣者为本作主角克羅烏·布魯斯托。阿萨基姆以“在剧烈的摇摆中，依然拥有毫不动摇的支点”形容该天体的特性。
属性为“对自己毫不伪装的意志”。以“排除对持有者有害的一切也要贯彻意志的坚持”而活性化。
虛偽的"黑羊"
以谎言活性化，除给机体提供动力外，也拥有制造幻觉，以及让别人难以看透自己的谎言的作用。副作用是能力最大化时，共鸣者会完全无法说出有意义的语言。共鸣者为艾姆·萊伊哈特。后被尤薩·英薩拉姆夺走。
天体能力为“扭曲真伪之间的界限”。剧中扭曲了“艾姆只有一个人”和“阿利艾提斯只有一机”的现实，而创造出了大量的同位体。但“天体只有一个”的事实似乎无法改变。
属性为“对自己也要伪装的意志”。以“和持有者的意愿相反的语言，行动”为因素活性化。
枯竭的"水瓶"
以對他人的慈愛活性化。副作用是随着能力的使用，会吸取使用者的生命力，并直接对共鸣者的身体造成损伤。该天体是英萨拉姆王家历代传承的物品，也是圣王机的动力源。但除初代英萨拉姆圣王之外，只有尤萨成功的与其共鸣。另外圣王机的宝剑，设计上是通过水瓶天体的力量形成光刃的（平时的型态是一把短斧），所以有“只有共鸣者才能拔出圣王机上的宝剑”之说。
属性为“接受痛苦的意志”。因此会不断对持有者造成伤害，以其“即便承受痛苦也要对他人持有慈爱”的情感而活性化。换言之，一旦不愿承受痛苦，天体就会立即因不满足发动条件而失去力量。
求知的"山羊"
以好奇心活性化。拥有破除幻象和谎言，直指内心的能力。副作用不明。共鸣者不明。《再世篇》中该天体为阿萨基姆所有。据其所言，原共鸣者“因为过度的好奇而被我的黑暗所吞噬”。和虛偽的"黑羊"拥有对立的力量。
属性为“凌驾于理智的欲望”。
破界事變
在《破界篇》的戰鬥的總稱。

## 主題曲
由JAM Project負責本作的主題曲和片尾曲。
破界篇主題曲
- 片頭曲「NOAH」

作詞、作曲：影山浩宣、編曲：R・O・N
- 片尾曲

作詞、作曲：奧井雅美、編曲：安瀬聖
再世篇主題曲
- 片頭曲

作詞、作曲：影山浩宣 / 編曲：藤田淳平（Elements Garden）
- 片尾曲「The advent of genesis」

作詞、作曲：奥井雅美 / 編曲：須藤賢一

## 本作角色
在《破界篇》及《再世篇》的主角固定為克羅烏·布魯斯托，機体则是普拉斯達（但可以更改两者的名字）。和之前的作品一樣（《第4次》、《F》、《F完結篇》、α系列、前作《Z》），生日、血型也都能變更，並且透過生日和血型的組合來決定所擁有的精神指令。另外開始遊玩時，可以變更玩家的部隊名（默認名稱為ZEXIS）。
前作的原创角色中，阿薩基姆·杜溫、前作主角小原節子以及蘭德·崔維斯（后两者仅在再世篇）登場。

### 史考特研究所
克羅烏·布魯斯托（CV：上田祐司）
本作主角。22歲。過去是特殊部隊「火燄蟲」成員，但卻因為討厭這個身分而離開。性格轻浮不正经，不过实际上是个非常講義氣和充滿熱情的人。自称討厭女人，公開表示「美女的話不能信」，似乎與他的過去有關但一直不肯說明。
《再世篇》中解释，讨厌女人的原因是因为當初在“火燄蟲”时，由於队长玛莉琳的扭曲及變態的個性，造成他极大的创伤所致。
由於和父親不和而離家出走去從軍（并被分發到了“火燄蟲”部队），父親死後繼承他的遺產但也跟著繼承他的債務，而欠了100萬G的借款，每天過著被討債的日子。有天在小鎮中遭到次元獸襲擊，於是跑到史考特研究所而發現普拉斯達而進去駕駛，並且活用他從軍學來的本事擊退次元獸，因此讓托萊雅看中他的實力而願意負擔他的債務。以後就僱用他擔任普拉斯達的測試駕駛，而過著收集它的戰鬥資料並且加以交換來清償債務的日子。
不但駕駛機動兵器的本事是超一流，還能使用軍用格鬥術「西斯特瑪」而發揮其高超的格鬥能力。其他還擁有各種特技，這些不過只是一部分而已。
從故事中盤暗示，他也是天體（スフィア）的所有者，而可以和普拉斯達的動力來源「搖動的天秤之天體（揺れる天秤のスフィア）」產生共鳴。因此讓他被「虛偽的黑羊之天體（偽りの黒羊のスフィア）」的持有者艾姆以及以天體為目標的阿薩基姆多次襲擊。由於在兩種感情間擺蕩著而沒有支點，但藉著其強大的意志而不崩溃而成為引出天體之力的鑰匙。
由於欠很多錢而對錢相當執著，無論那個組織邀請他都要求要給能清償全部債務的報酬，因此被人叫作「徹底的守財奴」，平常被迫過著節檢的生活。另外因為老是遇到麻煩，而又被稱為「麻煩製造者」。雖然本人有注意到，但卻以「狗就算是在路上走也會無故被人打」「嘲笑1G的人將來會為1G而哭泣」作為座右銘，而不思改正。同理，在潜意识中都会对金币掉落的声音做出反应，也能潜意识的分清金币和啤酒瓶盖落地声音的区别。
《破界篇》結束後依然屬於史考特研究所，並且以專門對付次元獸的「次元獸獵人」身分而活躍著。
《再世篇》中，由于还清了债务，克劳开始了自由自在的瀟洒生活。但為了幫助愛絲達以及與火燄蟲做个了断而再度驾驶普拉斯達出击。然而因為在未确认数額的情况下，就答應要对周边城镇造成的損害賠償，因此再次過著欠債一百萬G的生活（也因此被迫再度加入ZEXIS收集敌人的数据来挣钱）。另外他也向愛絲達以非常失禮的方式來介紹ZEXIS的成員們（虽然其中也好好地介紹了他們的優點）。
《再世篇》中、经由诸多事件后，身上天秤天体的力量彻底觉醒。然而，“绝不退让的强烈执念”作为动力的天秤天体发动到极致时，有着“让人完全无法思考执着以外的事情”的副作用，导致害怕失去自我的克羅烏一度不敢使用其力量，不过最终因為史考特研究所开发出了针对性的“C.D.S.系统（Coin Drop System）”而解决这一问题。(其實就是在天體發動時利用金幣掉落的聲音激發他守財奴的本性以避免失去自我)
《再世篇》结尾，虽然还清了之前的欠款，但由于CDS系统的使用而再度欠下了100万G的债务。
IF路线结尾成功克服了对女人的恐惧，却因此陷入了更加困扰的选择题。
專用BGM為「CLOSE GAME LIFE」及「THE UNBREAKABLE」（只在再世篇）。
托萊雅·史考特（CV：久川綾（第3次Z天獄篇））
擔任阿庫希翁財團第13防衛研究所「史考特研究所」所長的女性工程師、普拉斯達的開發者。24歳。和財團代表卡魯洛斯是大學時的同學，但現在則是關係差到稱他為「那個渾球」。會擔任研究所所長，有一半也是因為討厭卡魯洛斯所致的人事結果。
是機器人工学・能源工学的權威，為了完成自己的研究而一直作出不被世間常識所拘束的行動。不過反過來說，也是位不懂人情世故超級自我的人。
有著會穿著和服而且喜歡在卷軸上面畫設計圖以及愛用狐狸面具等與眾不同的一面。
由於很欣賞克羅烏的實力，因此願意負擔他的債務而請他擔任普拉斯達的測試駕駛。对于克劳似乎持有特别的关心（曾表示克劳是对自己“很重要的人”），但是由于平时从来没有正经的性格，因此本人并没有完全承认过这一点。
戰鬥結束後，讓史考特研究所轉型成專門對抗次元獸的組織並且繼續擔任其代表
愛絲達·艾魯哈斯（CV：互野千尋）
全家被次元獸殺害，只有她一人活下來並且被史考特研究所加以保護的少女。請求克羅烏擊潰殺害她家人的次元獸（ライノダモンMD）。
雖然性格好勝，但也會有擔心和克羅烏的約定會不會太過無理的情形。擔任托萊雅的助手，不過卻希望擔任測試駕駛員並且也完成心願。一度操控普拉斯達到陷入苦戰的克羅烏那邊將普拉斯達交給他。
常常在核定克羅烏的薪水的場景時會使用樂器。最初是銅鑼、接下來爵士鼓、最後是三角鐵等越來越貴的東西，讓核定時間跟著拉長。但在知道能讓克羅烏感到高興時會露出笑容，有时甚至会说出“不愧是我的克劳！”这种意外的发言（不過恐惧女人的克羅烏卻會因此變得很慌張）。
戰鬥結束後繼續在史考特研究所作訓練，預計要成為次元獸獵人。同時是ZEXIS部隊的未來戰力。
《再世篇》中，成為克羅烏的後輩，而以新次元獸獵人身分駕駛普拉斯達量產試作機「普拉斯達Es」。
由于之前对ZEXIS成員們的了解完全来自克劳的描述，因此对所有人的印象都产生了微妙的扭曲（原因是克劳不正经的性格导致的不正经的描述。不过其中也好好地介紹了每个人的優點）。另一方面，由于思维惯性，ZEXIS的所有成员第一次见到她时，几乎都誤認她和前輩克羅烏一样背负了巨额债务。
单恋着克羅烏，一直在用各种方式明示或暗示自己的感情，但克羅烏一直在装作不知道。
口頭禪是「不論是戀愛或工作都要用盡全力」。
搭乘机体为普拉斯達Es。
專用BGM為「HARD WORK&LOVE」。

### 聯合國和平維持理事会
艾魯坎·羅迪克
聯合國和平維持理事会代表，也是組織了国際救助隊ZEXIS的人物。外型則是留著鬍子並且長相嚴厲。
一邊期盼著和平，一邊卻會給予ZEXIS種種嚴厲的考驗而有著讓人無法理解的行動。以ZERO為首的ZEXIS的高層等人對他十分警戒，不過他也被ZERO評論他是「這個男人看到比和平更加深遠之處」。是個會對希歐妮的行動有著激昂感情的人，但他的真意卻無法讓人輕易理解。
可以不顧各國利益為了全人類的和平而行動，但實際上權力不大。不過反過來說卻有著廣大的人脈和情報網並且以此作為武器而行動著。另外，從他能不被凱歐烏攻擊及能夠射殺及，可見其應付危險狀況的行動力。
雖然他被暗示為「罪人」，不過真偽不明。本人生存超過200年以上、與是好友。另外還多次有自己和裡面的人格談話的場景，是個充滿謎團的人物。《再世篇》中揭露其真实身份是《Z》中最终頭目「吉·艾迪尔」的平行世界同位体，不过他只得到了永不衰老和能与平行世界的自己沟通的力量。
破界事變後擔任地球聯邦軍總司令，不幸被抓住，並用藥物控制而將他監禁起來。最后在协助ZEXIS夺取时被里朋斯枪击，向众人说明一切后死亡。

### 阿庫希翁財團
卡魯洛斯·阿庫希翁二世
阿庫希翁財團的年輕代表、在「第2次Z」的世界中，是世界第一的富豪。雖然有錢卻完全不避諱並且平淡地表示「因為太有錢了，所以我不曉得沒錢時是什麼心情」。擁有優異的經營手腕，將原本只是中小企業的阿庫希翁公司在數年內變成世界最大的財團，這方面的能力也被托萊雅所認可。反過來說，卻因為愛享樂的性格，而暗中向WLF及ZERO、新帝国英佩利姆等国際恐怖份子以半玩耍的態度提供他們資金。另外對於自己公司的下一期新型機動兵器「阿庫希翁ver.7」不被AEU採用而充滿恨意，於是要普拉斯達去襲擊在太空電梯內所舉行的新型MS公開會場，有著很幼稚的一面。因而被克羅烏和托萊雅討厭到稱他是「那個渾球」。
由於魯路修需要軍用資金而與卡魯洛斯賭博，輸掉的卡魯洛斯被施以「回答我所有的問題」的GEASS使魯路修得到他的銀行卡密碼。而且GEASS效果持續留到後面，讓他有著重要的戲份。
擁有「要讓這個腐敗的世界再一次被消滅掉」的思想，而成為他幫助英佩立姆的理由。不過因為對英佩利姆的活動方針意見太多而在要被希歐妮處決前逃出，然後在南極決戰前被ZEXIS所保護。雖然隱瞞了大阿庫希翁的所在地，不過因為前述的GEASS之力，讓他說出「不曉得是不是在月球背面」的情報。
戰鬥結束後，解散阿庫希翁財團。雖然他也擁有戰犯的身分，但卻以「提供我所知道的次元獸情報」來作為犯罪協商而逃過處罰。後來擔任史考特研究所的特別顧問。
《再世篇》中擔任愛絲達的經紀人，并幫助托莱雅运营史考特研究室。於本作中盤，靠著投資股票賺了大錢而一度與凱歐烏一起環遊世界並且成為知己好友，後來駕駛托萊雅開發的機器以自我犧牲的方式停止ZONE的運轉。不過在IF路線的結尾中，則是在慶功宴上悄悄現身而確認其仍然存活著。
而在「第3次天獄篇」中證實其父親卡魯洛斯·阿庫希翁為「克羅洛」的現任領袖，並確認他已經死亡。

### 新帝国英佩利姆
破界之王·凱歐／破界之王·界王（CV：小山力也）
《破界篇》与《再世篇》的最终BOSS。
出現在因為希歐尼等人所進行「埋葬計劃（ウズメ計畫）」而廢墟化的利摩涅西亞共和国遺跡中的謎之男。喪失過去的記憶，雖然是個只追求鬥爭而露出其野性的男人，但他的身體能力卻超越一般人。不但能以肉身吃下ZEXIS的攻擊卻完全沒事，還將大型次元獸當馬騎，擁有常識外的怪力。
初登场时由于失忆的缘故，接受了卡洛斯给自己所起的名字凱歐（日文汉字为界王，破界之王的简称）。在《破界篇》中盘找回记忆，但是由于喜欢这个新名字而干脆一直将这个名字用了下去。到《再世篇》结束为止，他的真名依然没有被揭露。
過去瑪魯古莉特和修巴魯等人的祖国英薩拉姆，由於也進行和埋葬計劃一樣的事情，並且在即將要取出超次元能源時，讓他從次元的縫隙中出現而讓整個英薩拉姆被他所毀滅。另外擁有將人類變成次元獸的能力，將被他打敗的英薩拉姆騎士團都變成次元獸。据本人所言，将敌人变为次元兽并不是因为毁灭，而是为了以后的某个巨大威胁增加战斗力所做的准备。不过他对此的描述语焉不详。
在战斗以外的方面，他的性格豪放不羁，同时热爱到世界各地享受不同的风光，有时甚至会戴上墨镜装扮成普通人四处游荡。（由于本人的实力超越常理，英佩利姆的其他人基本无法约束他的行动，所以他的神出鬼没常常让负责战略的希歐妮很伤脑筋）。喜爱的食物是各种快餐，特别是热狗。
《再世篇》中提到，他是曾经和螺旋王羅傑儂一起对抗包括安基斯拜拉爾在内的，智能生命体之敌巴尔（／Baal）的六名战士之一。事实上，他是异次元对抗某威胁的最强战士，四名“次元之将”中的一人。但是由于在某次决战中被彻底击败而流落到英萨拉姆的世界，并由此导致了之后的一系列事件。（剩下三人的经历和下落不明；《Z3天狱篇》中另一名次元将登场，剩余两名推测已战死）
《破界篇》最终，作为新帝国英佩利姆最高指导者（事实上英佩利姆的建立可以说是完全依赖于他的个人武力），被ZEXIS击败后下落不明。
《再世篇》中他多次出现，對於克劳与ZEXIS來說是亦敌亦友的關係。最终决战时赌上自己背负的责任和ZEXIS正面决战，但被击败。之后，给ZEXIS留下“不要像我一样走错路”的警示后，死亡。死前最后的愿望是想吃热狗（因为那是和卡魯洛斯一起旅行中最快乐的时光）。
在《Z3天獄篇》中，由于克劳的愿望，Z-BLUE众人暂时穿越回凯欧刚刚出现时的英萨朗姆帝国。此时凯欧还没有失忆，并向众人公開其真名為。由于Z-BLUE的努力，同时出现在界王身边的强敌被全数击溃，使得凯欧免去了被打到失忆的悲惨命运。而此时的凯欧因为看到了人类的不同可能性，而放弃了将人类改造为次元兽的计划，并决定去其他次元旅行，寻找其他的方式和巴尔对战。而这条时间线上的英萨朗姆帝国也因而得救。
專用BGM為「無窮的闘神」、「破界之王」、「多界侵食警報」（初登場時）。
希歐妮·雷吉斯（CV：小林沙苗）
太平洋小国、利摩涅西亞共和国外交大臣。利摩涅西亞是次元能源結晶（DEC）的產地，是取出超次能量元能量的必要媒介，不過最近結晶的產出量開始下降，使得在国際社会上的地位岌岌可危。雖然看起來是個軟弱的女性，但卻想辦法要讓國家強大，由於被艾姆和卡魯洛斯的花言巧語所騙而實行「埋葬計劃」。結果讓凱歐烏復活而使其國家被消滅，並且由艾姆讓她擔任新帝国英佩利姆的首席政務官。以後就利用凱歐烏和次元獸的力量侵略世界各地，並且性格也變得比以前更加傲慢冷酷。不過由於本性未改的關係，所以只要有比她強的人或更糟的逆境出現就會表現出她軟弱的一面。另外也有認為是因為她自己害祖國被消滅的罪惡感而因此改變她的性格。
陰月的最終決戰中乘搭大阿庫希翁（グレート・アクシオン）應戰，最後在艦隻被擊沈時下落不明。
《再世篇》中，可透過愛絲達於第十五關中，在符合條件而取得強化道具時見到她（但愛絲達不曉得是她），其后的某一关也会以路人的身份露面。
《Z3天狱篇》中再次登场。
專用BGM為「PHANTOM UTOPIA」。
艾姆·萊伊哈特（CV：安元洋貴）
自稱不是人類而是次元獸的男人。能自在地召喚次元獸並且拿來使用。以克劳的天體為目標而一直對他下手，而他也是天體「虛偽的黑羊（偽りの黒羊）」的持有者，也因此被阿薩基姆盯上。雙色瞳。欺騙希歐妮，使她實行「埋葬計劃」而讓凱歐烏復活並且以其力量創立了移動軍事国家「新帝国英佩利姆」。《再世篇》中则唆使安普隆进行“再世计划”，而引发了英萨拉姆的入侵。可以说他就是导致《破界篇》和《再世篇》故事发生的人物。
名字來自於英文的I'm Liar（我是騙子）。就像其名一樣，是個把說謊（特别是半真半假的话语）當成家常便飯的人。在興奮時，會無法控制的说出无法理解的语言，同时天体的力量也会被发挥到最大。阿薩基姆說這是他的天體的力量所带来的副作用。实际上，由于黑羊天体的力量来源正是“谎言”，因此他也是受到其影响才会如此。
真名為夏馬爾·亞魯哥（ハーマル・アルゴー）。過去曾偽造履歷成為了研究某個O PART（即是「虛偽的黑羊」的天體）的研究員。其學術上造假的事被揭穿後，其以一個謊話掩蓋另一個謊話的行為與「虛偽的黑羊」的天體引起了共鳴。更受到天體的影響下建造了阿利埃提斯（アリエティス）。
說謊的目的是為了隱藏自己做錯過的事，其實精神比希歐妮還脆弱。
《破界篇》最後在裝載於他的座機阿利艾迪斯上的「虛偽的黑羊」天體被奪走下，留下殘缺不全的遺言後而死去。
《再世篇》中，艾姆再次出现，并说明破界之战中的死亡是由黑羊天体的力量而伪造出来的。最终，阿萨基姆使用与其天体对立的探求的山羊天体的力量揭穿了他的谎言，导致其天体失去力量。其后他被復仇的尤萨王子击破，天体被夺，并且真正地死亡。
搭乘机体为专用机阿利埃提斯（アリエティス）。词源是黄道十二星座中的白羊座（Aries）。
專用BGM為「UNTRUE CRYSTAL」。
瑪魯古莉特·皮斯提爾
傑努·皮斯提爾
修巴魯·雷普提爾
参考 「#聖英薩拉姆王国」

### 特殊部隊「火燄蟲」
瑪莉琳·凱特（CV：雪野五月）
火燄蟲的指揮官，也是克羅烏的前上司。被部下稱為「公主」並且能夠平靜地下達相當卑劣的命令。
外表是10岁左右的哥德蘿莉少女，但这外表是改造手术的结果，实际年龄不明，但推測至少40歲以上。
性格残忍阴险，为达目的完全不择手段。基本是把所有男人都当作道具和玩物使用，也因此“火燄蟲”里的男队员几乎都是她疯狂的崇拜者。她的性格是造成克劳討厭女人的根本原因。稱克劳是「不安份君（フラフラくん）」。克劳等人则称她为“猫妖（化け猫）”
受到英薩拉姆的雇用，而率领追随自己的“火燄蟲”成员一起成為其傭兵。不过她发自内心的爱上了尤萨王子，并不顾一切的陪在其身边。她也由此第一次理解了“为别人付出”的含义。
作为火燄蟲部队的指挥官，她拥有克劳之上的战斗能力，无论是生身格斗还是机体驾驶。同时也是克劳的西斯特玛格斗技教官。
决战中被ZEXIS击败（如果玩家先击破圣王机，则会为尤薩王子挡枪而被击坠），因為於特殊部隊中所學到的技能而生存下來，故此受到到致命傷卻沒有即時死亡，於被擊墜的戰艦殘骸中藏匿。最後，懷著對尤薩王子的思念及愛慕，於崩潰的瓦礫之中死去。
初期駕駛特別裝備的阿庫希翁座機，及後從英薩拉姆那邊得到帕魯涅魯的姐妹機——帕魯凡古（Pearl Fang／珍珠獠牙）後，作為其座機。
人物原型可能來自王爾德的童話故事快樂王子的燕子。
專用BGM為。

### 聖英薩拉姆王国
尤薩·英薩拉姆（CV：間宮康弘）
聖英薩拉姆的王子，英萨拉姆72世的独子，天體「无尽的水瓶（尽きぬ水甁）」的持有者。天體的覺醒條件是以自身犧牲為前提，對他人、國家與國民釋出無限大的愛，被艾姆稱為最難以達成的條件之一。
本身性格温柔而懦弱，对于未来非常迷茫，不愿承担责任，故逃避性的将权力下放给宰相安普隆。但在杰拉德战死后，意识到自己责任的重大，以冷酷无情的决然姿态开始承担王子应有的责任。然而实际上，他想让自己承担恶名，以便给后继者铺平道路（這一部分與反叛的魯路修中的零之鎮魂曲，以及《高达W》中为了结束战争而发动战争的特列斯与米利亞爾德有異曲同工之處）。这种觉悟使他成功拔出圣王机中的宝剑并觉醒天体力量。但因天体力量的侵蚀，身体逐渐衰弱。私底下拜託瑪莉琳用高超的化妝技巧掩飾自己逐漸乾燥碎裂的臉龐。
在原本的世界，神圣英萨拉姆王国被破界王·凯欧灭亡了大半部並且造成守護騎士Arc-Saber中，除杰拉德和维恩外全员战死（修巴鲁和玛魯古莉特特被击败后，因为艾姆的谎言而投降了凱歐）。在迫不得已之下，尤萨让科学长官安普隆启使用禁断的次元科学的力量，以作最后一搏。虽然最终凱歐因此被击退，原本的世界却由于次元力的滥用而彻底化为荒漠。不得以之下，尤萨率领英萨拉姆残存的力量和五亿人民，穿越次元之壁来到地球，为了获得生存空间而战。
虽然受到英萨拉姆最精英教育的尤萨本身也拥有相当的實力，但他软弱不喜争斗的性格却使他不擅长战斗。
之所以有辦法從慈愛的聖王假扮為冷酷的姿態示人，是由於艾姆的天體力量而使得自身的謊言被無限增大致能欺騙眾人的地步（任何謊言都能說服人相信）。决战中被ZEXIS击败，及後被旁觀的阿薩基姆給予最後一擊而搶去天體，死亡。
专用机体为圣王机圣·英萨／（真名：圣·水瓶座·英萨利斯／／）。是繼英薩拉姆一世後唯一一位能拔出聖王石中劍的人。當聖王機使用同名奧義時，面罩將打開並顯現出女神面貌，尤薩與女神面一同以真言歌頌：「太陽是為萬物所耀，王之愛是為眾民所耀。汝為邁步在愚者之道之人，余故以淨福之光在此救贖。」其後以完全姿態的石中劍將對手一刀兩斷，其將與熔岩和大地一同沉於無形。
專用BGM為。
安普隆·吉烏斯（CV：瀧澤久美子）
圣英萨拉姆王国宰相，之前任科学长官。是一位对科学拥有极端执着的老妇人。
在圣王国面临灭国危机时，受王子尤萨所托，开始了禁断的次元科学的研究，并由此击退破界之王凱歐。之后由于王子的软弱而让身为宰相的她拥有了事实上的最高决策权。
战后受到艾姆的蛊惑而开始野心膨胀，一边发展次元科学，一边逼迫不善战斗的王子出击，希望王子“意外”战死以便彻底巩固权力。
然而，在杰拉德战死后，决心承担起王者的责任的王子雷厉风行的收回了权力。虽然看透了她的野心。但王子还是宽恕了她。她在之後展現出對於聖王的高度忠誠。
雖然是一位被權力和研究衝昏頭的惡人，然而在面對作為俘虜的艾蕾卡等人還是流露出對於自己將一切青春和美貌都奉獻給次元科學的不甘心，並受艾蕾卡的鼓勵感動而偷偷放走了她們。
决战时，她为了守护王子，在英萨拉姆旗舰被击毁后对自己使用了人造Revive Cell，将战舰连同自身一同变为次元兽，和ZEXIS做最后一搏而被打敗而阵亡。
傑拉德·加魯斯·邦提爾（CV：石井康嗣）
圣英萨拉姆王国守護騎士Arc-Saber首席，称号“骑士之骑士（ナイトオブナイツ、Knight of Knights）”。有與其地位相符的實力与品格。作为首席骑士，他同时也是英萨拉姆军事力量的最高指挥。
本身是个性格宽厚而有威严的武人，同时拥有极强的责任感。对于宰相安普隆狐假虎威的行为不满，但出于对圣王的绝对忠诚，以及安普隆所掌握的次元技术的重要性，而忍气吞声。
脸上有两道伤疤。一道是在英萨拉姆对抗凱歐时留下的，另一道则是自己刻下的，目的是用痛苦提醒自己战败的耻辱，和失去妻儿的痛苦。
由于持有天秤之天體的克羅烏擁有可以中和ZONE的力量，而将其视为圣王国的大敌并且亲自征讨他，但不幸在与完全觉醒天秤之天體力量的克羅烏的公平对决中战败。回到母舰后拒绝治疗，在强撑着重伤的身体给圣王子·尤萨留下最后的谏言后，力尽而死。
和《破界篇》中出场的第三骑士·修巴鲁是至交。在修巴鲁战死（其实是被凱歐抓走）后，将其弟子维恩视为自己的孩子一般照顾和指导。
英萨拉姆守护骑士前十席的骑士拥有在姓氏末尾加上“提爾”的荣耀，并且可以驾驶自己喜欢的专用机体。然而首席骑士永远会搭乘迪亚穆特出战。
专用机为迪亚穆特（／），词源是英语金刚石（／，即钻石）。
专用BGM为
修巴魯·雷普提爾（CV：室園丈裕）
守護騎士第三席、瑪魯古莉特的上司。是個在戰場上喜歡與人堂堂正正對決的武士。
由於從不和凱歐烏及艾姆唱反調而遵從他們的命令，而被嘲笑像隻忠實的「看門狗」一樣。不過這其實是為了找到機會對凱歐烏報仇所演出來的戲，讓他能夠趁機找凱歐烏單挑，但卻不幸輸掉，并被凱歐烏變成次元獸。所以能夠知道之前所對戰過的次元獸都是由與凱歐烏對決而輸掉的英薩拉姆騎士所變身而成的。
即使不斷的對瑪魯古莉特的失敗表達不滿甚至大加斥責（其實是在演戲），但在最後艾姆要下手制裁她的時候挺身擋住致命一擊，從而讓ZEXIS的所有人了解原來這一切都是忠心耿耿的修巴魯丟棄尊嚴的復仇。凱歐對其心態大表讚賞，並表示修巴魯的這種意念「讓我想決鬥」。最後給予如弟子般相伴多年的瑪魯古莉特慈愛建言後化作次元獸而逝。
专用机为艾梅拉丹（／），词源是英语祖母绿（／）。
專用BGM為「鐵壁的翠玉」。
仅在《破界篇》中登场。
维恩·理普提爾（CV：宮本克哉）
圣英萨拉姆王国守護騎士Arc-Saber第四席，也是第三骑士·修巴鲁的弟子，第七骑士·瑪魯古莉特的弟弟傑努生前的好友。
维恩是位性格冲动不羁的年轻人，经常和以长辈口氣管教自己的杰拉德吵架，不过内心里非常敬重对方。
和杰拉德同样，对于以宰相之名随意指挥的安普隆非常不满，以至于经常出现言语上的顶撞。
杰拉德战死后，被杰拉德所教诲的“只有变强，强得超过一切，你才能有能力掌握自己的命运”所触动，性格变得沉稳了许多。
最终为了守护英萨拉姆与守护骑士最后的荣耀，和ZEXIS的壮烈决战后被击败，留在王国遗址前死亡。
因为是修巴鲁的弟子，所以机体的战斗方式和修巴鲁几乎一模一样。
专用机为萨菲亚达（／），词源是英语翡翠（／）。后换乘迪亚穆特。
專用BGM為「孤影的蒼玉」及（搭乘迪亚穆特时）。
瑪古莉特·皮斯提爾（CV：小島幸子）
在并行世界的地球统一王国「英薩拉姆」的最高军事组织·守護騎士「Arc-Saber（アークセイバー）」中排名第七的女骑士。把殺害愛絲達一家的白色次元獸稱為弟弟並且试图保护他。该次元兽被克羅烏打倒後，把他視為仇人而一直追殺他。後與克羅烏和解，並且與ZEXIS和ZEUTH共同作戰。
《再世篇》中，发现英萨拉姆王国并未灭亡（帝国被凱歐灭亡是艾姆·萊伊哈特的谎言），于是回归了王国，继续为圣王子尤萨·英萨拉姆效力。
本身是个做事坦荡，讨厌诡计，并且极端重视责任的高贵女子。但是受到自己对英萨拉姆帝国的责任所累，不得不违心的和克劳与ZEXIS为敌。
她曾经和英萨拉姆圣王子尤萨有婚约（两人没有恋爱感情），但由于守护骑士的责任而放弃了。后来经历各种事件后对克劳产生了好感，但是碍于立场和矜持而不敢表达。
尤萨战死后，瑪魯古莉特作为最后的守护骑士，成为了英萨拉姆的最高领导者。她也是英萨拉姆守护骑士中，唯一活到《再世篇》结束的人。
她出身于英萨拉姆名门“皮斯提尔”家，因此拥有使用该姓氏的资格。不过，她成为守护骑士靠的却是自己的实力。其名字「瑪古莉特」在希臘語 是珍珠的意思。尤萨对她的爱称则是「瑪古（マルグ）」。
搭乘机体为专用机帕魯涅魯（パールネイル、Pearl Nail），词源是英语“珍珠／Pearl”。因此该机体有时也会被翻译为“白色珍珠”。
專用BGM為「真珠的落淚」。
傑努·皮斯提爾
瑪魯古莉特的弟弟，守护騎士第十四席。由於輸給凱歐烏而被變成次元獸。後來遭到克羅烏等人打敗而消失。
他变成的次元兽拥有与众不同的白色，但是除此之外和普通次元兽没有区别。该次元兽也是毁灭愛絲達家园的凶手。

### 其他人
賽尼托利
借錢給克羅烏的人。造形是沿用「OGs」的一般角色，基本上看起來很懦弱，但會毫不留情地討債。
《再世篇》中，由於機體意外破壞城鎮而再次面臨百萬負債的克劳，又一次地向他借了一百萬的金額。
在两作中，讓主角機在特定地图移动到特定座標時，他會送一個強化零件給主角。
阿薩基姆·杜溫（CV：綠川光）
前作《Z》的人物
經過前作的戰鬥後又來到本作的多元世界，作為第3勢力的他想要收集全部的天體。本身已拥有「探求的山羊」及另一不知名天体。《破界篇》最後，他多次亂入了ZEXIS與英佩利姆的戰鬥，并殺了被ZEXIS打敗的艾姆，並得到了「虛偽的黑羊」。不过这只是艾姆伪造出的假象。
《再世篇》中盘自愿被封进ZONE中，但却因祸得福学会了如何发挥天体的力量。最终战被克劳，兰德和节子集合三个天体（IF路线还要加上圣王子的两个天体）的力量一起强行推进ZONE中封印。
專用BGM和前作一樣是「BLACK STRANGER」。
另外由於他的設定與魔裝機神的主角安藤正樹有著千絲萬縷的相似（座機與賽巴斯塔有某種程度上的相似、配音員同一人、同時名字又是將「安藤正樹」的羅馬拼音重組而成），因此坊間大都稱阿薩基姆為「黑正樹」。

## 本作機體

### 普拉斯達
機体概要
阿庫希翁財團第13防衛研究所「史考特研究所」所建造，對次元獸用機動兵器「DM Buster」的試作1号機。開發代號為「Number 0」。
以阿庫希翁製的機動兵器為基礎開發的试验機體，克羅烏乘搭的時候連起動測試也未進行過。對來自異次元未知的生物次元獸有著極高性能，有着極高的索敵能力、情報分析能力、隱密性能，擅長於任何狀況下單獨與強大的敵人戰鬥，另一方面機體本身亦是為了收集數據並無事生還為目的的情報戰用機動兵器。機動性極高，就連克羅烏也對他的速度感到驚訝。
裝備有阿庫希翁製的最新武器「AX-55EAGLE（電磁加速式槍械火箭炮）」，可以視狀況更換彈匣。左手的盾牌「Bunker」表面可形成力場作斬擊之用，盾牌連接着鋼索因此可以射出當成突刺形武器使用。
動力源與使用等離子電池的阿庫希翁財團製人型機動兵器アクシオ並不同，是使用由阿庫希翁財團總裁帶來的謎之機關「VX（Quintuple・X）」。它的特異性連也為之警戒。經過多次的實戰及解析後，為制御由VX所產生出來的龐大能量，而開放出圓盤狀的附屬裝備「SPIGOT（物体位移變換空間確率干擾器）」。是能將VX供給的能量轉為用作攻擊力、物体與能量的加速、增幅制御機能的裝備。隨著對VX的研究也能預料到可以活用在各種場合。
《破界篇》中，一开始玩家需要选择将该机体特化为【射击型】或【格斗型】（两者的武装与性能都有差别）；《再世篇》中，克羅烏会驾驶综合两者优点的版本登场（无需选择）。
在無視開發經費的情況下雖然原本沒有預定量產化的計劃，但由於破界事變的戰果及史考特研究所完全獨立於阿庫希翁為契機，因而實行量產化。
到故事中段，確認VX為天體之一的「搖動的天秤之天體」。
《再世篇》中揭露，VX机关是卡洛斯从艾魯坎·罗迪克手中得到的。
武裝
Bunker Break
將連著鋼索的盾牌射出，並以前端的利刃突刺。擊破演出，是以突擊方式將盾牌收回前臂並直接斬落。
EAGLE Shot
AX-55EAGLE的連射。
Bayonet Spiker
以「對次元獸用捕獲套裝」攻擊。先用EAGLE發射網狀彈，再從腰部分別發射兩枝大型刺槍使敵人無法移動。最後更換EAGLE的彈匣，以激光刺槍突擊。有運動性下降的效果。
Clutch Sniper
將狙擊用砲管連接至EAGLE並準備成狙擊体勢，然后连发三枪。
《破界篇》中，最初的2發只用作牽制敵人的行動，第3發才是真正的一擊的長距離射擊。《再世篇》中变更为三发都会命中敌人。
ACP Faiz
「（突擊戰鬥模式Φ）Assault Combat Pattern・Faiz」的簡稱。先以榴彈射擊，再以Bunker刺中敵人並拘束。然後，在敵機的周圍用AX-55EAGLE以敵人為中心打圈掃射，再以榴彈連射。之後就視乎克羅烏是精於射擊還是格鬥，射擊的話就會以AX-55EAGLE全力連射作突擊，格鬥的話就會以Bunker的刀刃作橫向一字斬。克羅烏說這是「我的絕技（俺の十八番）」。《再世篇》中则会同时进行射击和格斗的终结技。
SPIGOT-VX
與托萊雅開發的SPIGOT的合作攻擊。射擊的話4個SPIGOT會跟隨普拉斯達的動作進行合作攻擊，最後VX的能量集中胸部發射。能量穿過一直列的SPIGOT的中心，經凝縮後形成高威力的鐳射作直擊。格鬥的話先以SPIGOT的飛輪輪邊飛過去作斬擊，其中三個將敵人固定，剩下的一個SPIGOT與換了作激光刺槍彈匣的EAGLE合体，在VX的連結下形成巨大的激光刺槍並向敵人突擊。擊中後原本用作拘束SPIGOT回來本機，最後全部SPIGOT向敵人射出巨大的能量。
《破界篇》中随射击或格斗战斗方式的选择只能获得其中一种攻击。《再世篇》中两者皆可使用。

### 利·普拉斯達
【Libra＝ 拉丁語中的天秤座】
機体概要
普拉斯達的完成型。可换装为格斗战用的Type R（Red）或射击战用的Type B（Blue）。
为了在战场上取得最大的效果，普拉斯達被发展为拥有两种极端设计思路的机体——“以强大的防御无视敌方火力的冲锋突击”的格斗形态（Type R），和“以强大的机动性完全不受伤害的歼灭敌人”的射击型态（Type B）。
主武装为使用小型化的SPIGOT（为移动和变换物体制作的空间概率领域干涉器）增幅VX动力源产生的次元力所引发的各种各样的武装。
不过本机的启动需要让VX在完全状态下运行（也就是需要完全觉醒天枰的天体的力量），所以为了防止其副作用，托莱雅开发了“C.D.S.系统”来防止克劳失去理智。
《Z3连狱篇》中，被托莱雅博士强化为Type T（Trial，试炼）形态，是以Type B为基础融合了Type R的技术后得到的全能型机体。
武裝
Type B
RAPTOR Shot
AX-98 RAPTOR的普通射击，把機體產生的次元力以能量彈的方式擊出。
Bayonet Spiker
以RAPTOR的次元力通过SPIGOT形成光刃后突击。
Distortion Shoot
利用SPIGOT扭曲次元力射击的轨迹，从多角度攻击。
VX Cluster
地图武器。用SPIGOT和RAPTOR的组合实施广范围无差别打击。
Clutch Sniper VX
用SPIGOT强化的狙击射击。在機背射出飛彈製造彈幕後把AX-98 RAPTOR的射擊以之前普拉斯達SPIGOT射擊的方式收束攻擊。
Type R
EA Mortar Cannon
發射位於兩肩的加農砲攻擊。
Leap Mag-Knuckle
以SPIGOT扭曲空間後，把拳頭打出攻擊遠距的敵人。
VX Blazer
地图武器。肩上的一對大型SPIGOT之間放出電磁狀的能量向前方掃去。
Hi-Pressure Shooter
從雙手射出光線進行遠距離射擊。
VX Calibur
以雙手上的SPIGOT產生能量刃斬擊敵人。
必殺技
SPIGOT-VXM
利普拉斯達的强力武装。
Type B為用三枚SPIGOT切入敌人后，朝第四枚SPIGOT内开枪，利用SPIGOT可以转移攻击能量的性质对敌人进行零距离射击。
Type R為啟動四肢的SPIGOT對敵人展開近距離格鬥攻擊後，展開大型SPIGOT，並從胸前的VX射出光束。
Unbreakable Fulcrum
天秤天体彻底觉醒时获得的最强武装。
Type B為让四枚SPIGOT按特定轨迹运转后製造出高度增幅的次元力並凝成球狀，然后以AX-98 RAPTOR一气将增幅过的次元力直接轰击到敌人身上。
Type R為把四肢的SPIGOT產生的次元力聚集在機身上，再通過大型SPIGOT，把自機化為巨大的能量彈轟擊敵人。
名称來自於英文的“永不崩溃的支点”，也是天秤的天体“在剧烈的摇晃中，依然立于支点而不倒”的特性概括。

## 工作人員
- 製作人：寺田貴信、じっぱひとからげ、渡部隆、後藤龍孝

- 導演：名倉正博、安斉誠

- 原創機器設計：小野聖二、杉浦俊朗、岡本光晴、土屋英寛、金丸仁、大張正己（STUDIO G-1 NEO）

- 原創人物設計：河野さち子（STUDIO G-1 NEO）、Chiyoko

- 劇本：名倉正博

## 註解
1. ↑  引用自破界篇官方網站 （页面存档备份，存于）。
2. ↑  引用自再世篇官方網站 （页面存档备份，存于）。
3. ↑  第一個作品《超級機器人大戰MX PORTABLE》是移植至PS2，第二個作品《超級機器人大戰A PORTABLE》則是移植自Game Boy Advance的重製版。總而言之就是PSP上目前尚未有新作推出。
4. ↑  例外：《新超級機器人大戰》原本就沒有縮小化、《Scramble Commander》系列以及《超級機器人大戰NEO》裡的一些作品本來就是縮小化的。
5. ↑  除非劇情完全屬某作品外傳（例：機動戰士GUNDAM SEED ASTRAY），所有機動戰士系列的劇場版，參戰時仍會保留TV版的標題，同樣，MSV等也以此方式處理。
6. 1 2  由2部構成的《機動戰士GUNDAM 00》，第1部在《破界篇》以《機動戰士GUNDAM 00 1st Season》的名義登場。《再世篇》表面再無表示，只在別處標明「2nd Season新參戰」。
7. ↑  包括和。
8. ↑  不過石丸自己也有為《六神合体》的飛鳥健治配新的聲音而有參與本作演出。
9. ↑  例如《裝甲騎兵》從烏德街篇到《最後的紅肩隊》、《六神合体》到篇。
10. ↑  ＝＝無盡，并非耗盡
11. ↑  该词是希腊语“珍珠”的法语读法。原文【】／拉丁文转写【】

## 外部連結
- 第2次超級機械人大戰Z 破界篇 官方網站 （页面存档备份，存于）
- 第2次超級機械人大戰Z 再世篇 官方網站 （页面存档备份，存于）
- PlayStation Official Site 第2次超級機械人大戰Z 破界篇 介紹頁面 （页面存档备份，存于）
- PlayStation Official Site 第2次超級機械人大戰Z 破界篇 SPECIAL ZII-BOX 介紹頁面 （页面存档备份，存于）